# Kalbsragout
Als Kalbsragout (französisch Sauté de veau) bezeichnet man verschiedene Fleischgerichte aus Kalbfleisch nach der Art von Ragouts.

## Zubereitung
Fleisch von Kalbsbrust, -schulter oder -hals werden entsprechend dem Rezept in grobe Stücke geteilt. Anschließend wird es in Öl oder Butter mit Mirepoix angebraten. Danach wird Gemüse und ggf. Knoblauch hinzugefügt. Aufgefüllt wird mit Wein, Fond oder Saucen. Beinahe gar wird das Fleisch entnommen und ausgestochen. Zusammen mit Garnitur typischen Zutaten und der passierten Garflüssigkeit wird das Ragout erhitzt und abgeschmeckt. Einige als Ragouts bezeichnete Gerichte weichen davon ab.

## Arten

### Helles Kalbsragout

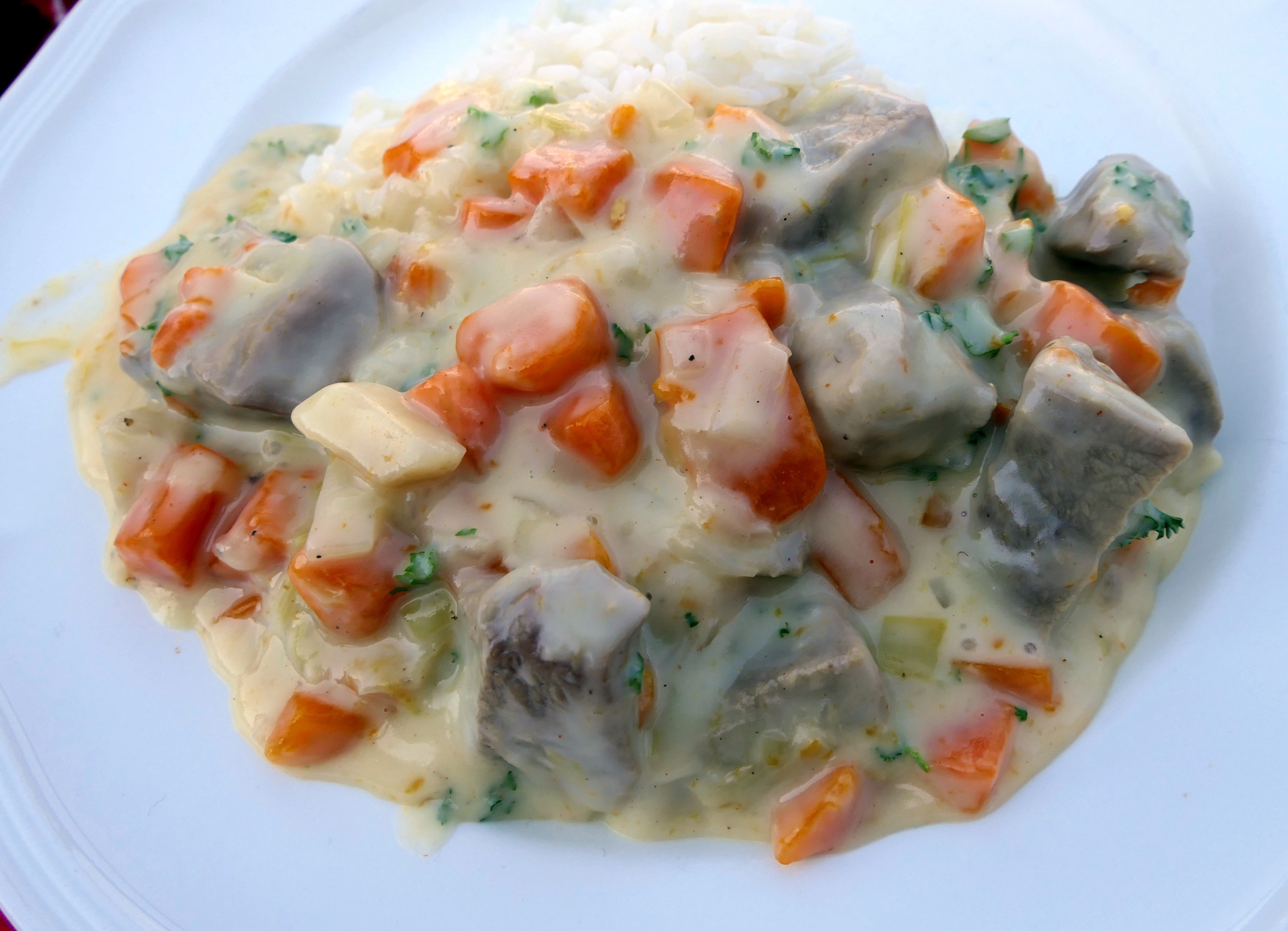
Kalbfleischgericht Blanquette de Veau

Das bekannteste helle Kalbsragout ist die blanquette de veau, im deutschen Sprachraum auch bekannt als Kalbsblankett bzw. Kalbsblanquette oder regional als Kalbsvoressen oder Weißgericht. Es ist ein helles Ragout aus gewürfeltem Kalbfleisch mit oder ohne Gemüse in einer mit Eigelb gebundenen Rahmsoße. Dabei wird es sowohl begrifflich als auch vom Rezept nicht immer klar vom Kalbsfrikassee abgegrenzt, auch wenn in moderner Terminologie ein klarer Unterschied gemacht wird, ob das Fleisch in der Sauce gegart wird oder die Sauce aus dem Garfond nachträglich erstellt wird. Insbesondere Kalbsfrikassee mit Pilzen ist eine verbreitete Variante. Als Beilage wird oft Reis gereicht.
Als blanquette de veau ist es ein Klassiker der gutbürgerlichen französischen Küche. In der klassischen Zubereitungsform wird das Fleisch nicht angebraten, sondern nur in Fond gekocht und die Sauce aus der Brühe hergestellt. Historisch wurde blanquette de veau aus Kalbsbraten hergestellt und galt als Zwischengericht. Das Gericht ist bis ins 18. Jahrhundert nachweisbar, das erste Rezept in Französischer Sprache findet sich bei Vincent La Chapelle aus dem Jahr 1735, wo das Rezept blanquette de veau die Zubereitung aus Bratenresten von Kalbfleisch in einer mit Eigelb, Kräutern und Knoblauch verfeinerten hellen Sauce beschreibt. Seit Jules Gouffé Livre de Cuisine aus dem Jahr 1867 wurde die zur Zubereitung aus frischem Fleisch und als Hauptgericht populär.

### Andere Arten
- Blankett Haushälterinart (auch Blanquette à la ménagère): mit gedünsteten Zwiebelchen, kleinen jungen Möhren und neuen Kartoffeln in Butter gedünstet
- Blankett von Kalbfleisch alter Art (auch Blanquette de veau à l’ancienne): mit gedünsteten Zwiebelchen und Champignonköpfen garniert
- Blankett Wiener Art (auch Blanquette de veau à la viennoise): Beim Anrichten mit Mischgemüse aus Möhren, Blumenkohl, Erbsen, Spargelspitzen und Champignons garniert. Mit Reis serviert.[13]
- Frikassee vom Kalb
- Gulasch / Pörkölt vom Kalb
- Sauté vom Kalb
- Geschnetzeltes
  - Zürcher Geschnetzeltes

## Einzelrezepturen
- Kalbsragout Frühlingsart (auch à la printanière): garniert mit tourniertem Gemüse der Saison.
- Kalbsragout Jägerart  (auch à la chasseur): in braunem Fond mit Tomatenmark gedünstet, mit gehackter Petersilie bestreut.
- Kalbsragout katalanische Art (auch à la catalane): In Olivenöl mit Zwiebelbrunoise und Knoblauch gebräunt, in Weißwein und Demiglace geschmort. Das ausgestochene Fleisch wird mit glasierten kleinen Zwiebeln, sautierten Champignons, geschälten geviertelten Tomaten und entsteinten Oliven gemischt.
- Kalbsragout Marengo: In Olivenöl mit Zwiebelbrunoise gebräunt, mit Weißwein deglasiert und eigekocht. Mit braunem Fond, gewürfelten Tomaten und Tomatensauce aufgefüllt und mit Knoblauch und Kräuter gewürzt. Abschließend mit sautierten kleinen Zwiebeln und Champignons vermischt. Dazu herzförmig ausgestochene und angebratene Croûtons dazugeben.
- Kalbsragout Neapler Art (auch à la neapolitaine): In Olivenöl angebraten, mit Weißwein deglasiert und mit Tomatensauce geschmort. Wird mit Makkaroni auf Neapler Art angerichtet.
- Kalbsragout portugiesischer Art (auch à la Portugaise): Wie Kalbsragout Marengo, jedoch ohne Zwiebeln und Champignons. Dafür entsprechend mehr gewürfelte Tomaten hinzugeben. Abschließend mit gehackter Petersilie bestreuen.
- Serbisches Reisfleisch/ Duvec mit Kalb[1]